# Afanassi Fedotowitsch Schestakow
Afanassi Fedotowitsch Schestakow (russisch Афанасий Федотович Шестаков, * 1677 in Jakutien, Russisches Kaiserreich; † 14. März 1730 am Egatsche, Penschinabusen, russischer Ferner Osten) war ein russisch-jakutischer Kosak und Entdecker. Er führte 1727 bis 1730 eine Expedition zur Unterwerfung der Tschuktschen und zur Eroberung neuer Gebiete in Nordostsibirien und wurde in der Schlacht am Egatsche von den Tschuktschen getötet.

## Leben
Schestakow stammte aus einer Kosakenfamilie, hatte seine militärische Laufbahn als Gemeiner begonnen und war bis 1725 zum Major aufgestiegen. Er erstellte 1724 eine Landkarte Nordostsibiriens und des Archipels der Kurilen. Mit dieser reiste er 1725 nach Sankt Petersburg, um der Regierung des Russischen Kaiserreichs den Vorschlag zu unterbreiten, ihn mit der Leitung einer militärischen Expedition zu betrauen. Deren Ziel sollte es sein, einerseits die Tschuktschen zu unterwerfen, die sich weigerten Jassak an den russischen Zaren zu zahlen, andererseits neue geographische Entdeckungen jenseits Ostsibiriens zu machen und die schon bekannten Inseln in Besitz zu nehmen. Am 23. März 1827 wurde ein Ukas erlassen, der die Ziele der Expedition detailliert festlegte und Schestakow genaue Anweisung erteilte. Ihm wurden 400 Soldaten der Jakutsker Garnison zugeteilt, die von Major Dmitri Pawluzki befehligt wurden. Er wurde außerdem ermächtigt, Freiwillige unter den Kosaken und den sibirischen Völkern zu rekrutieren. Militärausbilder sollten die Truppen in der Bedienung der Kanonen und Mörser schulen. Zu seiner Expeditionsmannschaft gehörten darüber hinaus ein Bergbauexperte und der Kartograf Michail Gwosdew.
1728 schickte Schestakow von Jakutsk aus zwei Expeditionen in den Norden, die erste unter Leitung von Iwan Kosyrewski zur Lenamündung und die zweite geführt von Wassili Schipizyn zur Mündung der Kolyma. Er selbst kam 1729 in Ochotsk an, ließ zwei Schiffe bauen und übernahm zwei weitere. Zwei der Schiffe sollten an der Nordküste des Ochotskischen Meeres entlangfahren und in der nächsten Saison um die Südspitze Kamtschatkas zur Mündung des Anadyr segeln, eines über Bolscheretsk im Süden Kamtschatkas zu den Kurilen und das vierte zu den Schantarinseln im Süden des Ochotskischen Meeres. Schestakow selbst fuhr auf der Wostotschny Gawriil. Er ging in Talak an Land und marschierte zum Ostrog von Tauisk. Er beauftragte den Bau weiterer Schiffe und zog 1730 mit einem Trupp von 143 Männern weiter, um die aufständischen Korjaken zu unterwerfen. Er kam ohne Probleme zum Fluss Egatsche, wo er auf eine tschuktschische Streitmacht traf. Schestakow entschloss sich zum Angriff, wurde aber geschlagen und selbst tödlich verletzt. Pawluzki führte 1731/32 grausame Strafexpeditionen gegen die Tschuktschen, konnte sie aber nicht unterwerfen. Gwosdew segelte 1732 über die Beringstraße und ging als erster Russe in Alaska an Land.
Heute heißt der Fluss Egatsche Schestakowka. Weiterhin sind eine Bucht und ein Kap in der Tauibucht sowie eine Insel im Penschinabusen nach Afanassi Schestakow benannt.